# Nagyhát megállóhely
Nagyhát megállóhely egy Hajdú-Bihar vármegyei vasúti megállóhely Balmazújváros településen, a MÁV üzemeltetésében. A város keleti külterületei között helyezkedik el, közvetlenül a 3316-os út mellett.

## Vasútvonalak
A megállóhelyet az alábbi vasútvonalak érintik:
- Debrecen–Füzesabony-vasútvonal

## Kapcsolódó állomások
A megállóhelyhez az alábbi állomások vannak a legközelebb:
- Nagymacs vasútállomás (2023. május 5. – , Debrecen–Füzesabony-vasútvonal)
- Balmazújváros vasútállomás (Debrecen–Füzesabony-vasútvonal)

## Forgalom
| Járat        | Útvonal | Gyakoriság |
| ------------ | --- | ---------- |
| személyvonat | Debrecen – Tócóvölgy – Kismacs – Macs Ipari Park mh. – Nagyhát – Balmazújváros – Kónya – Hortobágy – Hortobágyi Halastó – Ohat-Pusztakócs – Egyek – Tiszafüred – Poroszló – (Kétútköz –) Egerfarmos – Mezőtárkány – Füzesabony | 2 óránként |
| személyvonat | Debrecen – Tócóvölgy – Kismacs – Macs Ipari Park mh. – Nagyhát – Balmazújváros – Kónya – Hortobágy (– Hortobágyi Halastó – Ohat-Pusztakócs – Egyek – Tiszafüred)                                                               | Napi 4 pár |